# Нараин Картикеян
Кумар Рам Нараин Картикеян (тамилски: நாராயண் கார்த்திகேயன) е роден на 14 януари 1977 г. в Ченай, Индия. Той е пилот от Формула 1 и А1GP сериите. Дебютира във формула едно през 2005 г. за отбора на Джордан Гран При. Там прекарва 1 сезон, след което тимът е продаден и той е заменен. След това Картикеян става тест-пилот на Уилямс. От средата на сезон 2011 кара за Испания Рейсинг, където остава и за сезон 2012.